# キャスター (たばこ)
キャスター（CASTER）は、日本たばこ産業（JT）から発売されているたばこの銘柄である。最初の発売は旧日本専売公社時代の1982年7月1日で、現行の専売公社時代から発売されているブランドの中では最も新しい。
販売開始当時のCMは藤竜也が出演し、「オレ、この味好きだよ」の台詞が入った。なおキャスターの名称はニュースキャスターから取られた。
2015年、ゴールドシルクを除く全品種がウィンストンブランドに移行した（同時にワン・ボックスのキングサイズは廃止）。現在はウィンストンキャスターに名称が変更されている。
一般販売品においてキャスター単独のブランドとして販売されるのはゴールドシルクのみとなっていたが、国内では2016年11月に廃止(ただしキャスター単独のブランドが2021年に発売している、後述する)。海外では2019年12月現在、台湾や免税店などで売られている。

## 特徴
マダガスカル産最高級バニラビーンズを使用している（フロンティアはチョコレート香料を使用）。
1992年ロングサイズからキングサイズに製品規格が変更、パッケージデザインも現代的なものに変更された。
後に姉妹品として、マイルド、スーパーマイルド、ワンなどが発売された。2003年にキャスター・スーパーマイルドが広島県限定でCasterの頭文字Cを強調したデザインで発売された。その後2004年の夏季に既存のキャスター5銘柄（同時にスーパーマイルドも一部デザインを変更してアンダーに黄色のラインが加わり2004年9月より全国発売）のパッケージの一新がなされたが、マイルドとスーパーマイルドのボックスパッケージは一新されず旧来のものを使用していた。
2007年4月中旬頃に、「よりキャスターらしい味わいに」をキャッチフレーズに、味、香りを従来よりもさらにふくよかに、バニラを生かした味わいとなる。
2007年12月には、全銘柄統一の新パッケージに変更され、旧来のロゴとエンブレムが全銘柄で復活している。
2010年4月上旬より、香料バランスを改善し、D-specを導入している。
キャスター・マイルドが最も人気があり、「キャスマイ」と略されることもある。
2010年10月の価格改定により、これまで価格に差のあったソフトパックとボックスパックの値段が統一された（2010年10月末まではボックスが10円割高）。
2011年5月 東日本大震災の影響で、キャスター、キャスター・ワン、キャスター・メンソール・ボックスの販売終了が発表された（オリジナルは免税店限定でボックスパッケージの「キャスター・クラシック・ボックス」にリニューアルした上で販売継続している）。
2012年8月上旬頃よりデザインが変更され、左上にデザインされたエンブレムが大きくなるとともに、ゆったりとした大人のひとときをイメージさせる音楽をモチーフとした新たな愛称を設定している。また、「フロンティア・ライト・ボックス」をキャスターブランドに統合し、「キャスター・フロンティア・ワン・ボックス」にリニューアルした（こちらのみ、D-specは未導入であり、フィルターも一般的なチャコールフィルター（他製品はシート状のチャコールフィルターを束ねたデュアルチャコールフィルター）となっている）。なおウィンストンブランドへの移行時に「エフアール・ワン」と改名している。
台湾においては、2019年12月現在でもキャスターブランドのまま販売されている。2016年に日本における最終デザインでラウンドボックスに変更され、2018年に台湾独自の新デザインに変更され、2019年より台湾独自の新商品として、スリムサイズ・紅茶フレーバーボール内蔵・22本入りで他のキャスターと同価格の「キャスター・テンポ」が発売されている。また、海外においても他のブランドに統合されている事例があり、フィリピンでは「ウィンストン・キャスター・ブレンド」として販売されているほか、マレーシアでは「メビウス・キャスター」、ベトナムでは「キャメル・キャスター」として販売され、ミャンマーではウィンストン・キャスター・ブレンドとメビウス・キャスターが併売されている。
2021年4月よりキャスター・プレミアム・バニラ・5・ボックス発売(Winstonブランドではない)

## 製品一覧
海外では一部の国の免税店などでも販売。